# Cimolai (Unternehmen)
Cimolai S.p.A. ist ein italienisches Stahlbauunternehmen aus Pordenone in Friaul-Julisch Venetien. Das Unternehmen produziert überwiegend Stahlstrukturen für Gebäude, Gebäudefassaden, Stadien, Brücken, Hangars, Offshorebauwerke, Werften und Tunnel.

## Projekte (Auswahl)
- Modulo Sperimentale Elettromeccanico, Italien
- Performing Arts Center am World Trade Center, Vereinigten Staaten
- Extremely Large Telescope, Chile
- Neue Tschernobyl-Schutzhülle, Ukraine
- The Shed, Vereinigten Staaten
- Stavros Niarchos Foundation Cultural Center, Griechenland
- Grattacielo Intesa Sanpaolo, Italien
- Aspire Tower, Katar
- Lachta-Zentrum, Russland
- Zentrum Paul Klee, Schweiz
- Allegiant Stadium, Vereinigten Staaten
- Stadio Friuli, Italien
- Millennium Stadium, Wales
- Aviva Stadium, Irland
- Olympiastadion Athen, Griechenland
- Agia-Sofia-Stadion, Griechenland
- Nationalstadion in Warschau, Polen
- Prince of Wales Bridge, England
- Hans-Wilsdorf-Brücke, Schweiz
- Favazzina Hängebrücke, Italien
- Pont Jacques Chaban-Delmas, Frankreich
- Throgs Neck Bridge, Vereinigten Staaten
- Vessel (Struktur), Vereinigten Staaten